# Guachinche

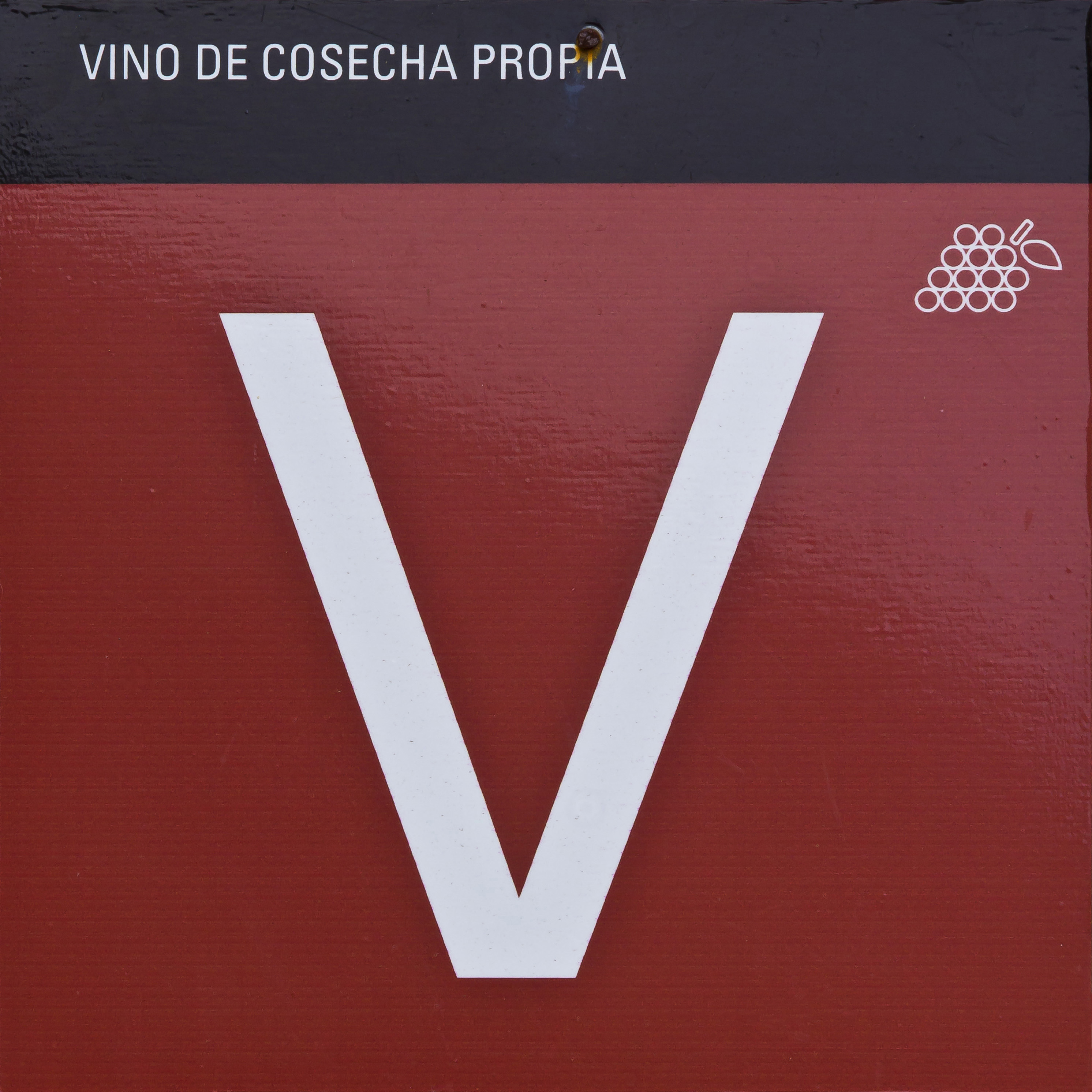
Amtlich vorgeschriebenes Kennzeichen eines Guachinche

Ein Guachinche, Bochinche oder Buchinche ist ein Lokal, in dem auf den Kanarischen Inseln am Ort erzeugter Wein ausgeschenkt und ortstypische einfache Gerichte serviert werden.  Entsprechend der amtlichen Verordnungen ist ein Guachinche eine Verkaufsstelle eines Weinerzeugers, in der den Kunden auch einfache Gerichte angeboten werden. Guachinches gelten nicht als gastronomische, sondern als landwirtschaftliche Betriebe.

## Entstehung der Guachinches
Guachinches entstanden auf Teneriffa zu der Zeit, als noch englische Händler die komplette Ernte eines Winzers aufkauften. Die Engländer wurden in die Weinkeller eingeladen und ihnen wurden auch Kleinigkeiten zum Essen angeboten. Im Verlauf der Wirtschaftskrise in Spanien am Ende des letzten und zu Beginn dieses Jahrhunderts nahm die Anbaufläche für Wein zu und mehr Winzer gingen dazu über, ihren Wein nicht mehr über Zwischenhändler zu vertreiben. Die Tradition den Kunden etwas zu essen anzubieten, blieb bestehen. Die angebotenen Speisen wurden den Kunden aber berechnet. Die Zutaten waren üblicherweise aus eigenem Anbau, für den Gastraum entstanden kaum Kosten und für die Produkte landwirtschaftlicher Betriebe muss auf den Kanarischen Inseln keine Mehrwertsteuer (IGIC) abgeführt werden. Der Besuch eines Guachinche war daher auch für die Gäste günstiger als der Besuch eines Restaurants oder einer Bar. Abgesehen davon ist die Atmosphäre auf der Terrasse oder dem Hof eines Guachinche nicht mit der einer Bar vergleichbar. Der Verband der Kleinunternehmer Teneriffas ging davon aus, dass im Jahr 2013 etwa 500 Guachinches auf der Insel Teneriffa betrieben wurden.  Da diese, als Teil des Landwirtschaftsbetriebes, nicht getrennt erfasst wurden, gab es keine amtlichen Zahlen. Im Jahr 2013 regelte die kanarische Regierung den Betrieb der Guachinches durch eine Verordnung.

## Regelungen der Verordnung zum Betrieb von Guachinches

### Persönliche Voraussetzungen
Der Betreiber eines Guachinche muss Eigentümer oder Nutzungsberechtigter eines Weinberges sein. Seine Kellerei und Abfüllung muss in das Register der Landwirtschaftsbehörde eingetragen sein. Das Bedienungspersonal muss Kenntnisse der Hygiene und der Regeln der Lebensmittelverarbeitung nachweisen.

### Räumliche Voraussetzungen
Die Guachinche muss in der Wohnung oder in einem Gebäude des Landwirtschaftsbetriebes des Betreibers eingerichtet sein. Da es sich bei Guachinches um Teile von Landwirtschaftsunternehmen handelt, dürfen diese auch in Gebieten außerhalb geschlossener Ortschaften liegen, in denen sonst weder Wohnhäuser oder Gewerbebetriebe errichtet oder Bars und Restaurants betrieben werden dürfen. Die sonstigen Vorgaben im Bezug auf die Einrichtung sind gering. Die Toilette muss fließendes Wasser haben.

### Angebot
Als Getränke dürfen nur Wein aus eigener Herstellung und Wasser angeboten werden. Die Küche beschränkt sich auf maximal drei für die Gegend typische Hauptgerichte. Alle Zutaten sollen aus der Produktion des Betreibers oder von anderen örtlichen Betrieben stammen.

### Betriebszeiten
Die Öffnungsperiode beträgt vier Monate pro Jahr. Sie endet vorzeitig, wenn kein selbst hergestellter Wein mehr vorhanden ist.

## Bedeutung der Guachinches

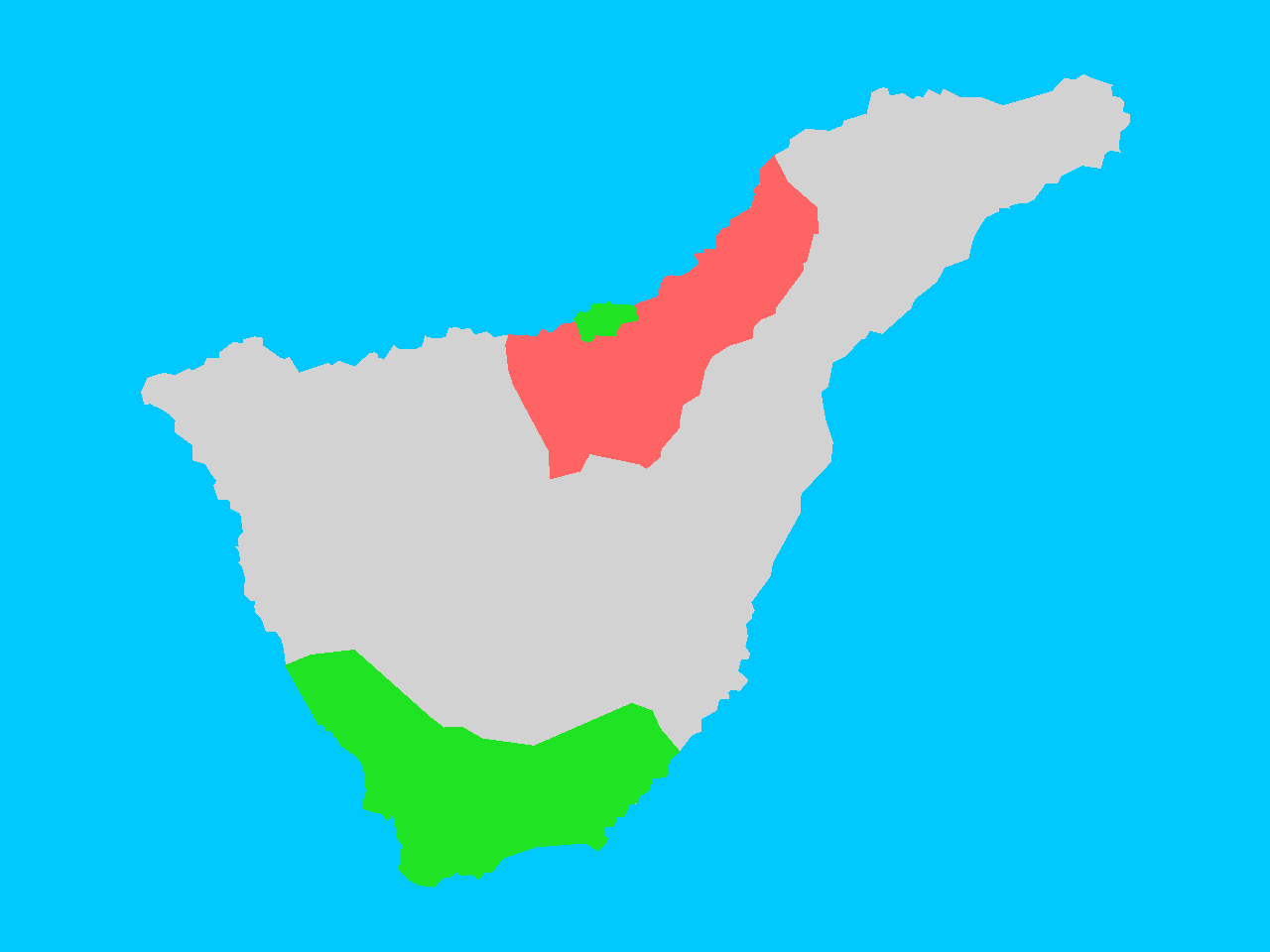

Auf Teneriffa gibt es etwa 4.000 Restaurants und über 7.000 Bars, die das ganze Jahr über geöffnet sind. Der größte Teil davon befindet sich in den Tourismusgebieten von Los Christianos / Playa de las Americas im Süden der Insel und Puerto de la Cruz im Norden. Es gibt etwa 100 Guachinches, von denen 90 % im Norden der Insel zwischen Los Realejos und Tacoronte, meist außerhalb der geschlossenen Ortschaften liegen. Eine wirkliche Konkurrenz zwischen den in den Zentren der Orte oder am Strand liegenden gastronomischen und den oft nur mit dem Auto erreichbaren landwirtschaftlichen Einrichtungen besteht also kaum.
Einige Betreiber meldeten nach einigen Betriebsjahren ihr bisher als Guachinche betriebenes Lokal als Bar an. Die Mehrkosten, die durch die höheren Anforderungen an die Einrichtung und die Steuerpflicht entstehen, werden oft dadurch ausgeglichen, dass eine Bar das ganze Jahr über betrieben werden kann und keine Beschränkung auf die Menge des selbst produzierten Weins besteht. Diese Änderung ist aber nur möglich, wenn sich der Guachinche nicht in einem Gebiet befindet, das der landwirtschaftlichen Nutzung vorbehalten ist. Es gibt einige Restaurants, die den Ruf, den Guachinches bei Touristen haben, ausnutzen und den Begriff „Guachinche“ im Namen benutzen. Da der Begriff nicht geschützt ist, kann die kanarischen Regierung nur an die Wirte appellieren  und darauf hinweisen, dass Guachinches am Eingang ein 30 × 30 cm großes rotes Schild mit einem „V“ aufweisen. Restaurants und Bars sind durch gelbe Schilder mit „R“ bzw. „Bc“ gekennzeichnet.